# Geoff Huston (internet)
Ne doit pas être confondu avec Geoff Huston.
Pour les articles homonymes, voir Huston.
Geoff Huston  est un scientifique autralien, né en 1956, qui a organisé la construction du premier réseau Internet entre les universités australiennes, connu sous le nom d'AARNet (Australia's Academic and Research Network).

## Études
Geoff Huston étudie à l'Université nationale australienne (ANU), où il obtient successivement une licence puis une maîtrise en informatique. Il travaille ensuite à l'ANU sur les réseaux informatiques.

## Travail pour AARNet
Les réseaux informatiques sont devenus monnaie courante au sein des universités dans les années 1970-80, mais il n'existe pas de véritables réseaux reliant les universités entre elles, à l'exception de petits réseaux comme CISRONET et SPEARNet. Ces réseaux n'étaient pas tous compatibles, et l'absence de véritable réseau interuniversitaire une décennie après la création d'ARPANet pousse les universitaires à s'organiser pour tenter de créer un réseau similaire. Le Comité des vice-chanceliers australiens recrute Huston pour concevoir et mettre en œuvre le réseau,. Huston achète les routeurs nécessaires et part avec son collègue Peter Elford pour les installer sur chaque campus, mettant ainsi en service en 1990 le Réseau universitaire et de recherche australien tant attendu. Extrêmement populaire dès son lancement, le réseau nécessitait des mises à niveau constantes, et le Comité des vice-chanceliers australiens vend AARNet à Telstra en 1995. Huston participe également à cette acquisition, son expertise du réseau étant essentielle à son développement.

## Après AARNet
Huston reste dans Telstra et développe ses offres Internet en tant que scientifique en chef d'Internet jusqu'en 2005. Au cours de cette période, il est également membre puis directeur exécutif de l'Internet Architecture Board, membre du conseil d'administration puis président de l'Internet Society, membre du conseil d'administration du Public Internet Registry et président de l'Internet Engineering and Planning Group, notamment,.
Il travaille ensuite au Centre d'information du réseau Asie-Pacifique (APNIC) en tant que scientifique en chef. Il est également membre actif de l'Internet Engineering Task Force.

## Une réflexion personnelle
En repensant à son rôle dans la diffusion d'Internet, Geoff Huston exprime sa frustration quant à la manière dont Internet s'est développé et à son impact sur la société. Il le qualifie de « gigantesque selfie TikTok déformé, source de vanité ». Il estime que les protocoles fondamentaux qui sous-tendent le Web ont été mal programmés et qu'ils ne garantissent pas un Internet sûr. De même, il pense qu'Internet a été perverti en un espace où la désinformation est omniprésente et où un nouveau marché prédateur s'est établi. Il soutient et défend également la neutralité du réseau

## Prix et distinctions
- 2012 - intronisé au Temple de la renommée d'Internet par l'Internet Society[6].
- 2015 - intronisé au Temple de la renommée Pearcey[7].
- 2020 - nommé membre de l'ordre d'Australie[2]

## Publications
- Geoff Huston, ISP survival guide: strategies for running a competitive ISP, Wiley, 1999 (ISBN 978-0-471-31499-8)
- Geoff Huston, Internet performance survival guide: QoS strategies for multiservice networks, Wiley, coll. « Wiley networking council series », 2000 (ISBN 978-0-471-37808-2)
- Paul Ferguson et Geoff Huston, Quality of service: delivering QoS on the Internet and in corporate networks, Wiley, 1998 (ISBN 978-0-471-24358-8)